# Renaissance Mons 44 (vrouwen)
Renaissance Mons 44 is een Belgische voetbalclub uit Bergen, die ook met een aantal vrouwenploegen in competitie komt. De club is bij de KBVB is aangesloten met stamnummer 4194 en heeft als clubkleuren rood en wit. De vrouwensectie speelde vroeger als deel van RUS Beloeil, het 'oude' RAEC Mons en Union Saint-Ghislain Tertre-Hautrage.

## Geschiedenis
De club ontstond in de jaren 1970 in Basècles, maar schreef zich pas in 1983 in bij de Belgische Voetbalbond als vrouwenafdeling van FC Basèclois (stamnummer 7450). De ploeg begon in de laagste Henegouwse provinciale reeks. 
In 1990 won FC Basèclois de Beker van Henegouwen en in 1992 volgde de titel in Eerste Provinciale: daardoor promoveerde de club in 1992 voor het eerst naar de nationale reeksen. Het verblijf in Tweede klasse, toen het laagste nationale niveau in het damesvoetbal, was echter van korte duur: Basèclois eindigde voorlaatste in zijn reeks en degradeerde in 1993 al na amper één seizoen. 1994 werd echter een succesjaar voor de club, met opnieuw promotie naar de nationale Tweede Klasse en het behalen van de 1/8ste finale in de Beker van België.
Ditmaal kon FC Basèclois zich wel handhaven in de nationale reeksen en eindigde zelfs enkele seizoenen in de subtop in Tweede Klasse, met als beste resultaat een derde plaats in 1999. De volgende seizoenen verliepen echter steeds moeizamer en eindigde de club in de middenmoot.
In 2002 besloot voetbalclub FC Basèclois samen te gaan met het naburige SC Quevaucamps, bij de KBVB aangesloten met stamnummer 4395. De fusieclub werd RUS Beloeil genoemd en speelde verder onder stamnummer 4395. Het eerste seizoen binnen de fusieclub verliep voor de vrouwenploeg slecht: ze eindigde afgetekend laatste en degradeerde zo in 2003 naar Derde klasse, dat sinds enkele jaren het laagste nationale niveau vormde in het damesvoetbal.
Ondertussen richtte RUS Beloeil jeugdploegen in en schreef een B-ploeg in de provinciale reeksen in. In 2007 ging de vrouwenploeg spelen op het oude terrein van RUS Belstam en één seizoen later werd de club al tweede in zijn reeks, na Davo Waregem, en promoveerde ze weer naar Tweede Klasse. Daar wist de club zich de volgende seizoenen handhaven. In 2010 werd het B-elftal provinciaal kampioen en via een eindronde bereikten ook zij de nationale reeksen.
In 2012 werd een nieuwe Belgisch-Nederlandse Women's BeNe League opgericht boven de Eerste Klasse: acht Belgische eersteklassers stapten over naar de nieuwe reeks, waardoor in de bestaande Eerste Klasse zeven plaatsen vrijkwamen. Onder de zeven tweedeklassers die zo wisten op te schuiven was ook RUS Beloeil, dat vierde was geworden en voor het eerst in zijn bestaan naar Eerste Klasse wist te stijgen. Ondertussen vond de club dat ze het maximum had bereikt in Beloeil en stapte over naar provinciegenoot RAEC Mons, dat een damesafdeling wou uitbouwen, net als veel andere Belgische eerste- en tweedeklassers uit het mannenvoetbal. RAEC Mons was bij de KBVB aangesloten met stamnummer 44 en actief in de hoogste klasse van het mannenvoetbal. De damessectie van RUS Belœil werd zo in 2012 overgeheveld naar Bergen en trad vanaf 2012/13 aan als RAEC Mons in Eerste Klasse.
In 2014 degradeerde de mannenploeg van RAEC Mons naar Tweede Klasse en de club stopte ook zijn damesafdeling. De damesploegen verhuisden naar Union Saint-Ghislain Tertre-Hautrage. De tweede ploeg wist bij het opnieuw opheffen van de Derde Klasse te profiteren van de competitiehervorming en steeg in 2016 voor het eerst zin haar bestaan naar Tweede Klasse. In 2021 verhuisde de club, die sinds enkele jaren in de Belgische Eerste Klasse speelt, weer naar Bergen om er deel uit te maken van de feniksclub Renaissance Mons 44.

## Resultaten

### Erelijst
- Eerste provinciale Henegouwen

winnaar (3x): 1992, 1994 (A-ploeg), 2010 (B-ploeg)
- Beker van Henegouwen

winnaar (1x): 1990

### Seizoenen A-ploeg
| Seizoen | Reeks                 | Niveau | Plaats | Punten | Beker        | Opmerkingen                     |
| ------- | --------------------- | ------ | ------ | ------ | ------------ | ------------------------------- |
| 2016/17 | Eerste klasse         | 2      | 6      | 34     | Vierde ronde | Als "St-Ghislain"               |
| 2017/18 | Eerste klasse         | 2      | 3      | 46     |              | Als "St-Ghislain"               |
| 2018/19 | Eerste klasse         | 2      | 8      | 34     |              | Als "St-Ghislain"               |
| 2019/20 | Eerste klasse         | 2      | 10     | 24     |              | Als "St-Ghislain"               |
| 2020/21 | Eerste klasse         | 2      | -      | -      |              | Seizoen geschrapt door Covid-19 |
| 2021/22 | Eerste klasse         | 2      | 13     | 23     |              | Als "Renaissance Mons"          |
| 2022/23 | Eerste klasse         | 2      | 12     | 32     |              |                                 |
| 2023/24 | Eerste klasse         | 2      | 14     | 29     | 1/8 Finale   | Degradatie                      |
| 2024/25 | Interprovinciale ACFF | 3      | 2      | 57     | Tweede ronde | Winst eindronde voor promotie   |
| 2025/26 | Eerste klasse         | 2      |        |        |              |                                 |